# Міребале
Міребале (фр. Mirebalais, гаїт. креол. Mibalè) — місто у складі Центрального департаменту Гаїті, адміністративний центр однойменного округу.

## Географія
Місто розташоване у центрально-східній частині Гаїті, у середній течії річки Артибоніт.

### Клімат
Місто лежить у зоні, котра характеризується кліматом тропічних саван. Найтепліший місяць — серпень із середньою температурою 25.8 °C (78.4 °F). Найхолодніший місяць — січень, із середньою температурою 22.2 °С (72 °F).
| Клімат Міребале         | Клімат Міребале | Клімат Міребале | Клімат Міребале | Клімат Міребале | Клімат Міребале | Клімат Міребале | Клімат Міребале | Клімат Міребале | Клімат Міребале | Клімат Міребале | Клімат Міребале | Клімат Міребале | Клімат Міребале |
| Показник                | Січ.            | Лют.            | Бер.            | Квіт.           | Трав.           | Черв.           | Лип.            | Серп.           | Вер.            | Жовт.           | Лист.           | Груд.           | Рік             |
| Середня температура, °C | 22,2            | 22,6            | 23,3            | 23,9            | 24,7            | 25,5            | 25,7            | 25,8            | 25,6            | 25,1            | 23,9            | 22,8            | 24,3            |
| Норма опадів, мм        | 23.5            | 38.3            | 72.9            | 170.6           | 294             | 200.3           | 150.3           | 200.2           | 227.6           | 212.2           | 87.4            | 31.6            | 1708.9          |
| Днів з опадами          | 10,8            | 8,6             | 8,7             | 8,9             | 11,7            | 11,5            | 13,7            | 13,8            | 14,6            | 16              | 12,4            | 11,6            | 142,3           |
| Вологість повітря, %    | 69.6            | 68.4            | 67.9            | 69.9            | 74.1            | 71.8            | 67.6            | 70              | 73.3            | 75.3            | 74.3            | 70.8            | 71.1            |
| ----------------------- | --------------- | --------------- | --------------- | --------------- | --------------- | --------------- | --------------- | --------------- | --------------- | --------------- | --------------- | --------------- | --------------- |
| Джерело: Weatherbase    |                 |                 |                 |                 |                 |                 |                 |                 |                 |                 |                 |                 |                 |